# Провале (Верона)
Провале (итал. Provale) је насеље у Италији у округу Верона, региону Венето.
Према процени из 2011. у насељу је живело 68 становника. Насеље се налази на надморској висини од 508 м.